# بارزة متصالبة
البارزة المتصالبة (بالإنجليزية: Cruciform eminence)‏ هو السطح الداخلي للعظم القذالي هو مقعر عميق ومقسمة إلى أربعة حفر.